# Eckhard Christian
Eckhard Christian (Charlottenburg, 1º dicembre 1907 – Bad Kreuznach, 3 gennaio 1985) è stato un militare tedesco, ufficiale della Luftwaffe durante la seconda guerra mondiale.
Il 2 febbraio 1943 sposò Gerda Daranowski, una delle segretarie private di Adolf Hitler. Fu catturato dalle truppe britanniche l'8 maggio 1945 e tenuto in custodia fino al 7 maggio 1947.

## Biografia
Eckhard Christian nacque a Charlottenburg. Si arruolò nella Reichsmarine nel 1926, nel 1928 e nel 1929 frequentò i corsi per aspiranti ufficiali. In seguito, continuò a lavorare in marina e ottenne il grado di Leutnant zur See il 1° ottobre 1930.
Nel 1934 si trasferì alla scuola per alianti della Luftwaffe a Warnemünde. Fu promosso al grado di Hauptmann il 1° aprile 1935. Nel luglio 1938 fu trasferito nello Stato Maggiore del Ministero dell'Aviazione. Il 1° giugno 1940 fu promosso maggiore e dal 15 gennaio 1941 fu assegnato al Capo dello Stato Maggiore delle Forze Armate presso il Quartier Generale del Führer. Fu promosso Oberstleutnant il 15 marzo 1942. Fu proprio nel quartier generale di Hitler che incontrò Gerda "Dara" Daranowski, una segretaria privata di Adolf Hitler. Si sposarono il 2 febbraio 1943 e Gerda si prese una pausa dal suo lavoro per Hitler, fu sostituita da Traudl Junge. A metà del 1943, Gerda tornò al lavoro nello staff di Hitler come segretaria privata.
Fu promosso Oberst il 1° marzo 1943. Dopo il suicidio del Generaloberst Hans Jeschonnek, quando quest'ultimo fu sostituito da Günther Korten, fu trasferito nello Stato Maggiore della Luftwaffe su richiesta di Hitler. Un anno dopo, il 1° settembre 1944, fu promosso Generalmajor e nominato Chef des Luftwaffe-Führungsstabes sempre su richiesta di Hitler.
Nell'aprile 1945, fu di stanza a Berlino presso il quartier generale del Führerbunker. Lasciò il bunker il 22 aprile 1945 per diventare capo dello staff di collegamento della Luftwaffe presso il Comando Nord dell'OKW. Sua moglie, Gerda, fu una delle due segretarie che si offrirono volontariamente di rimanere con Hitler nel Führerbunker. L'8 maggio 1945 si arrese alle truppe britanniche a Mürwik e fu tenuto in custodia fino al 7 maggio 1947. Gerda non si riunì al marito dopo la fine della guerra, divorziò nel 1946 perché lui non rimase con lei nel Führerbunker fino a dopo la morte di Hitler.
Morì il 3 gennaio 1985 a Bad Kreuznach.